# آئین هندو در ایران

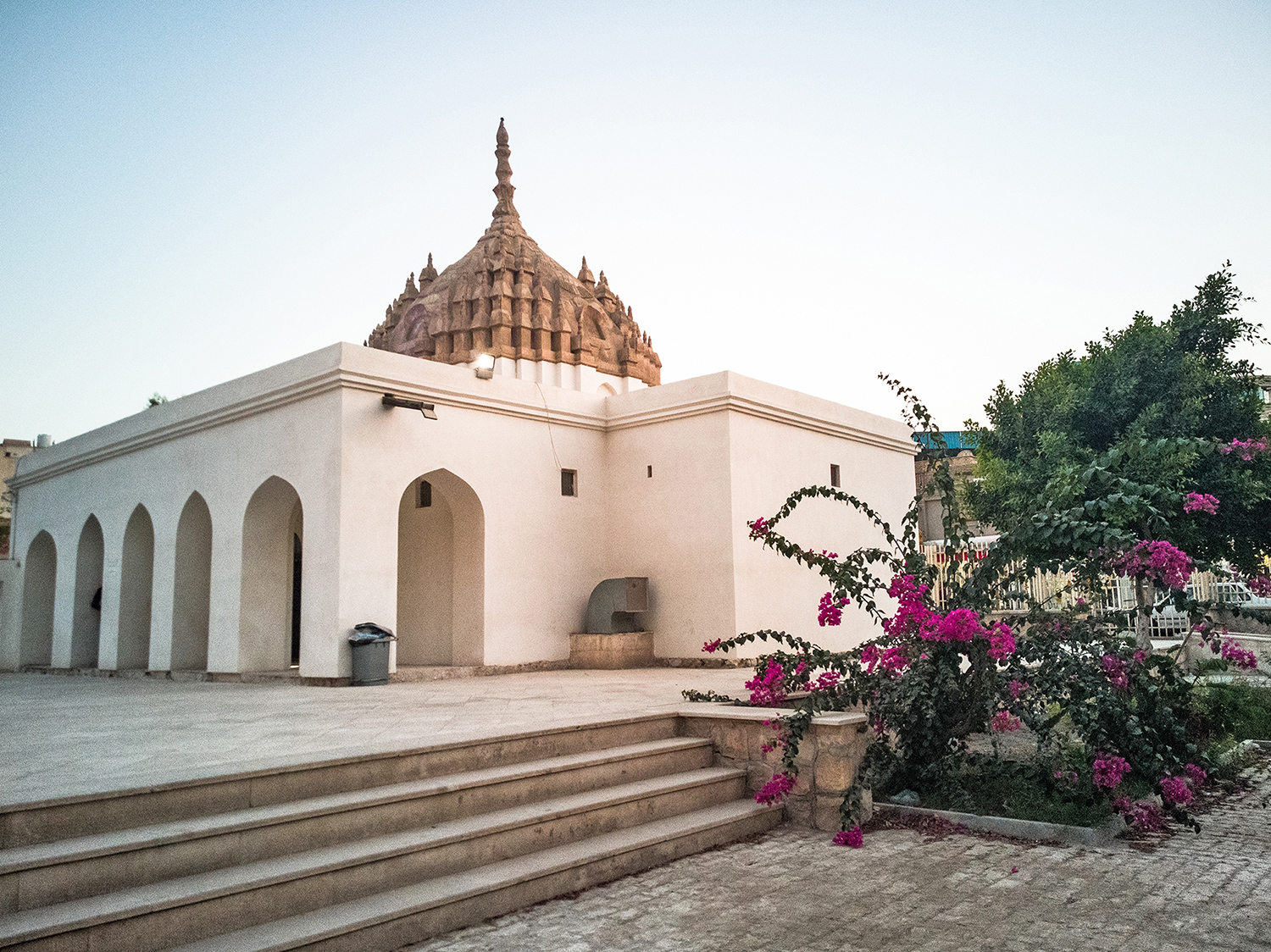
پرستشگاه بت‌گوران در بندرعباس

آئین هندو در ایران را می‌توان در دین نیا-هندوایرانی ریشه‌یابی کرد.
اواخر قرن نوزدهم یک معبد هندو در بندرعباس و یک معبد در زاهدان توسط تاجرین هندی ساخته شد.
هندوهای تاجر ساکن بندرعباس که معمولاً در گروه‌های ۷۰ تا ۸۰نفری بودند ابتدا مراسم عبادی‌شان را در کاروانسراها بجا می‌آوردند تا اینکه دو نفر به نام‌های «شول رام» و «دده رام» پیش‌قدم می‌شوند و به عنوان بانی دست به خرید زمین و ساخت معبد در شمال بندرعباس آن روز می‌زنند. معابد هندوهای ایران پس از انقلاب اسلامی و خروج گسترده شهروندان هندی بدون استفاده مانده‌اند.
باکتیودانتا سوامی پرابوپادا (روحانی سرشناس هندو) در سال ۱۹۷۶ به تهران سفر کرد و انجمن بین‌المللی آگاهی کریشنا سال ۱۹۷۷ یک رستوران گیاه‌خواری در تهران بنیان نهاد.